# Chet Baker Quartet Featuring Russ Freeman
Chet Baker Quartet Featuring Russ Freeman è un album di Chet Baker (a nome Chet Baker Quartet Featuring Russ Freeman), pubblicato dall'etichetta discografica Pacific Jazz Records nel dicembre del 1953.

## Tracce

### LP
Lato A (PJ-411)
1. Long Ago and Far Away – 2:17 (testo: Ira Gershwin – musica: Jerome Kern) – Registrato il 29 e 30 luglio 1953 a Los Angeles, CA
2. Happy Little Sunbeam – 2:45 (musica: Russ Freeman) – Registrato il 3 ottobre 1953 al Radio Recorders, Los Angeles, CA
3. Moon Love – 3:21 (testo: George Grossmith Jr., P. G. Wodehouse – musica: Jerome Kern) – Registrato il 3 ottobre 1953 al Radio Recorders, Los Angeles, CA
4. Bea's Flat – 3:03 (musica: Russ Freeman) – Registrato il 3 ottobre 1953 al Radio Recorders, Los Angeles, CA

- Sulle note dei vinili, gli autori del brano Long Ago and Far Away, sono attribuiti a Ralph Rainger e Jerome Kern, mentre generalmente la paternità del brano è data a Ira Gershwin e Jerome Kern [2]

Lato B (PJ-410)
1. No Ties – 3:02 (musica: Russ Freeman) – Registrato il 3 ottobre 1953 al Radio Recorders, Los Angeles, CA
2. Band Aid – 2:48 (musica: Russ Freeman) – Registrato il 3 ottobre 1953 al Radio Recorders, Los Angeles, CA
3. The Thrill Is Gone – 2:49 (testo: Buddy De Sylva – musica: Lew Brown, Ray Henderson) – Registrato il 3 ottobre 1953 al Radio Recorders, Los Angeles, CA
4. All the Things You Are – 2:58 (musica: Jerome Kern) – Registrato il 3 ottobre 1953 al Radio Recorders, Los Angeles, CA

- Durata brani ricavato dal CD Cool Baker Volumes 1 & 2, pubblicato dalla Essential Jazz Classics (EJC55650)

## Musicisti
Chet Baker Quartet
- Russ Freeman – pianoforte
- Carson Smith – contrabbasso
- Larry Bunker – batteria
- Chet Baker – tromba

Note aggiuntive
- Richard Bock – produttore
- William Claxton – foto e design copertina album originale [3]